# 데이빗 라 헤이
다비드 라에(프랑스어: David La Haye, 1966년 4월 19일 ~ )는 캐나다의 배우, 영화 제작자이다.
몬트리올에서 태어났다.

## 영화
- 올 유 캔 잇 부다 (2017년)
- 호첼라가, 랜드 오브 소울즈 (2017년)
- 빅 머디 (2014년)
- 존 A.: 버스 오브 어 컨츄리  (2011년)
- 스노우 앤 애쉬스 (2010년)
- 모던 러브 (2008년)
- 무에타이 (2007년)
- 퍼스트 바이트 (2006년) - 거스 역
- 마리 앙투아네트 (2006년)
- 패신저 (2005년)
- 진저 스냅 3 (2004년)
- 러브 인 클라우즈 (2004년) - 루시엔 역
- 템포 (2003년)
- 타임라인 (2003년)
- 풀가동 (1999년)
- 레드 바이올린 (1998년)
- 오메르타 2 (1997년)
- 당 르 방트르 디 드라공 (1989년) - 로우 역